# 聯邦聯盟 (1815年—1820年)
聯邦聯盟（西班牙語：Liga Federal)，又称自由人民聯盟（Liga de los Pueblos Libres），是由位於現今的烏拉圭、阿根廷和巴西的省份組成的一個邦聯，旨在反對西班牙帝國的統治。
受何塞·傑爾瓦西奧·阿蒂加斯的啓發和領導，它於1815年宣佈脫離西班牙王室獨立，並派出省級代表參加圖庫曼議會，並就宣佈拉普拉塔聯合省完全獨立並建立聯邦這一不可談判的目標作出指示各省平等，各省政府通過直接民主政府方式直接對其人民負責。這些省份的代表在1816年7月9日宣佈南美洲聯合省獨立的國會辦理手續時遭到拒絕。
聯邦同盟與中央集權政府以及布宜諾斯艾利斯和蒙得維的亞的經濟和文化精英的利益發生衝突，這場後來演變成一場內戰。1820年，聖達菲省和恩特雷里奧斯省的聯邦制州長Estanislao López和Francisco Ramírez擊敗了一支削弱的指揮軍，結束了聯合省的中央集權政府，並與布宜諾斯艾利斯省建立了聯邦協議。
聯盟在其組成省份重新加入聯合省後解散，聯合省現在處於聯邦臨時組織之下，並且在葡萄牙、巴西和阿爾加維聯合王國入侵東方班達以及阿蒂加斯戰敗之後。邦聯在最大範圍內延伸至今烏拉圭、巴西南部的南里奧格蘭德州和阿根廷的恩特雷里奧斯省、聖達菲省、科連特斯省、米西奧內斯省和科爾多瓦省。它有助於瓜拉尼人參與革命事業。
儘管該國的意圖是擴展到整個現代阿根廷，但其領導層以普里菲卡西翁营地和烏拉圭河東岸為根据地。因此，它有時被認為是現代烏拉圭的前身。